# Scriptaphyosemion banforense
Scriptaphyosemion banforense är en fiskart som först beskrevs av Lothar Seegers 1982.  Scriptaphyosemion banforense ingår i släktet Scriptaphyosemion och familjen Nothobranchiidae. Inga underarter finns listade i Catalogue of Life.